# Circuit de Belgique centrale
Le Circuit de Belgique centrale (Omloop van Midden-België en flamand), est une ancienne course cycliste belge, disputée de 1947 à 1979 à Lierre dans la province d'Anvers.

## Palmarès
| Année | Vainqueur              | Deuxième              | Troisième              |
| ----- | ---------------------- | --------------------- | ---------------------- |
| 1947  | Jozef Rombauts         |                       |                        |
| 1948  | Ernest Sterckx         | Maurice Mollin        | Joseph Mertens         |
| 1949  | Constant Verschueren   | Victor Jacobs         | Julien Janssens        |
| 1951  | Marcel Hendrickx       | Frans Loyaerts (ca)   | Jozef De Feyter        |
| 1952  | Ernest Sterckx         | Gerard Buyl (nl)      | Maurice Neyt           |
| 1953  | Alfons Van den Brande  | Edward Peeters        | Jozef Mariën           |
| 1954  | Jozef De Feyter        | Alfons Van den Brande | Jan Adriaensens        |
| 1955  | Alfred De Bruyne       | Jozef De Feyter       | Rik Van Looy           |
| 1956  | Willy Schroeders       | Willy Vannitsen       | Lode Anthonis          |
| 1957  | Jos Hoevenaars         | Rik Van Looy          | Jan Van Gompel         |
| 1958  | Martin Van Geneugden   | Jozef Theuns          | Roger Molenaers        |
| 1959  | Jos Hoevenaars         | Frans Aerenhouts      | Marcel Janssens        |
| 1960  | Rik Luyten             | Raymond Vrancken (nl) | René Van Meenen        |
| 1961  | Gustaaf De Smet        | Jan Meuris            | Etienne Vercauteren    |
| 1962  | Jos Hoevenaars         | Constant De Keyser    | Piet Damen             |
| 1963  | Rik Luyten             | Jan Lauwers           | Joseph Bosmans         |
| 1964  | Victor Van Schil       | Theo Mertens          | Joseph Bosmans         |
| 1965  | August Verhaegen (de)  | Louis Proost          | Victor Van Schil       |
| 1966  | René Van Meenen        | Rik Van Looy          | Paul Somers            |
| 1967  | Willy In 't Ven        | Alfons Cools          | Noël De Pauw           |
| 1968  | Herman Vanspringel     | Wim Schepers          | Pieter Nassen          |
| 1969  | Herman Vanspringel     | Winfried Bölke        | Jos Huysmans           |
| 1970  | Roger Rosiers          | Gilbert Wuytack       | Flory Ongenae          |
| 1971  | Jozef Abelshausen      | Julien Knockaert      | Dieter Puschel         |
| 1972  | Eddy Verstraeten       | Roger Kindt           | Georges Barras         |
| 1973  | Willy Planckaert       | Jozef Abelshausen     | Jan van Katwijk        |
| 1974  | Frans Verhaegen        | Roger Rosiers         | Gustaaf Van Roosbroeck |
| 1975  | Marc Renier            | Serge Vandaele        | Willem Peeters         |
| 1977  | Emiel Gysemans         | Willem Peeters        | André Delcroix (nl)    |
| 1978  | Gustaaf Van Roosbroeck | Frans Verhaegen       | André Delcroix (nl)    |
| 1979  | Gery Verlinden         | Alfons De Bal         | Guido Van Sweevelt     |